# 網絡紅人
網路紅人（英語：Internet celebrity），又稱為網路名人、網路明星、網路偶像，簡稱網紅（influencer），是指因網路而出名的人物，或者是透過經營社群網站或影音網站提升自己的知名度，並且以此為業的人物。互聯網使得人們可以與世界各地的觀眾接觸，並因此在一至數個虛擬社群中累積知名度並獲得名聲。網路紅人因此而聲名大噪的現象稱為網路爆紅。

## 成名過程
網路上有許多人編寫線上日誌或是網誌。在大多數的情況下，他們會以匿名的方式進行創作或是專注在特定議題上。但是如果該作者發展出了獨特的個性，他們會因此或其創作內容而獲得名聲。
發展較成熟的網紅會在社群平台或影音網站上定期發表文章、照片、影片、音樂等各式作品，並累積自己的觀眾或粉絲，且以此為業。他們也許會有自己的工作室、員工、經紀公司，有的甚至會有自己的品牌或是產品。網紅的收入來源來自影音平台支付的廣告費、企業的商業合作、銷售自己的產品等。
在某些案例中，人們也可能因為引起瘋狂傳播的單一事件或是影片而成名。因網路讓影片、新聞文章和笑話可以快速傳播，依照其擴散範圍和速度來看，該內容有可能被外界視為「網路爆紅」，並且任何與之相關的人物可能因此獲得曝光機會。

### 自我品牌
自我品牌，也稱為個人品牌，描述了為商業利益或社會/文化資本所發展形成的公共形象。尋求個人名望和為了銷售產品的人利用了當今社交媒體的興起。Instagram，Snapchat，YouTube和VSCO等平台是在媒體主播試圖建立追隨者的最常見的社交媒體管道。有時可以通過建模，藝術，幽默，播客等媒體形式獲得名聲。市場行銷專家得出結論：“人們不再需要熟悉複雜的編碼語言或其他技術來構建網站，因為幾乎任何人都可以通過個人電腦或電話立即將文本，圖片和影片上傳到網站。網絡無處不在，網絡已成為個人品牌的完美平台。

## 發展狀況
相較傳統娛樂圈，由於網路相對較無特定門檻、既定標準或固定模式，不同於以往透過主流媒體曝光之藝人，素人和奇人異士，也可以經由特定議題、流行時事、個人風格特色以及人為刻意炒作等方式爆紅，獲得社會大眾及主流媒體關注，進而有機會擴大支持群眾、獲得商業利益與業配合作，成為媒體娛樂人士，發展成功者亦可能獲取不下於傳統娛樂圈主流藝人明星之相當商業報酬和利潤。
部分人士亦有使用各種不尋常的方式以嘗試獲得點閱率、點擊率、按讚數、頻道訂閱人數或是贊助等收益。

## 類型
根據他們的名氣，網絡名人可以通過不同的方式接觸他們的觀眾，如：社群媒體的網紅、粉絲專頁、各种文字部落客、各种影像部落客、UP主、直播主等形式。數百萬人撰寫在線期刊或博客，但大多數人未能成為網絡名人或KOL。在許多情況下，這些作品不會有大量的觀眾，可能適用於小型受益群體。如果創作者可以發展出獨特的個性，那麼他們會比他們的作品更有名氣。
在某些情況下，人們可能通過單一事件或病毒式視頻而聲名鵲起。互聯網允許視頻，新聞文章和笑話迅速傳播。根據其覆蓋範圍，內容可能成為“互聯網潮流”。例如：Zach Anner，一位來自德克薩斯州奧斯汀的喜劇演員，在向奧普拉溫弗瑞的“尋找下一個電視明星”比賽提交視頻後，引起了全世界的關注。

### YouTuber
YouTube已經成為推出互聯網名人的最大平台之一。YouTube允許個人用戶記錄他們的日常生活，供全世界觀看。這項活動被稱為視頻博客，無論主播們製作的視頻類型和類型如何，他们都創造了一個可以從更多觀看數量和更高人氣中獲得收入的行業。一個很好的例子是YouTuber遊戲主播PewDiePie，他在YouTube上直播遊戲畫面，截止到2019年9月，他們擁有約1億訂戶。這使他成為最大的YouTube個人用戶。
YouTube每分鐘有300小時的視頻內容在上傳，每天觀看50億個視頻。個人用戶正在創建視頻並將其上傳到YouTube等社交媒體平台，以換取收入。Variety在2014年8月發表了一篇文章，指出YouTube明星在美國青少年中比主流名人更受歡迎。廣告商為了吸引那些不看普通電視和電影的青少年和千禧一代，開始聯繫互聯網名人。 YouTube現在每月有15億活躍用戶，許多YouTubers擁有數百萬用戶。
與過去的傳統名人相比，YouTube明星對千禧一代的影響力似乎更大。這背後的主要原因之一是大多數千禧一代不看電視。他們更喜歡使用可以從移動設備訪問的平台。 70％的訂閱者表示YouTube主播會改變並塑造流行文化，其中60％的人表示他們會根據他們最喜歡的YouTube主播的推薦購買商品，而不是電視或電影明星。

### 微名人
微名人是在社交媒體平台上的一小群用戶中著名的人。微名人經常將自己表現為公眾人物。微觀名人的概念最初是由Theresa Senft在其2008年的發表的書《Camgirls：社會網絡時代的名人和社區》中提出的。根據Senft的說法，微觀名人“最好被理解為一種新的在線表現方式，它涉及人們通過視頻，博客和社交網站等技術在網絡上擴大其受歡迎程度”。多年來研究微名人的其他人包括Crystal Abidin、Anne Jerslev、Alice Marwick、Tobias Raun等。根據Raun的說法，微觀名人是“一種幾乎完全與互聯網相連的身份形式，是人們在網上表達，創造和分享自己身份的過程的特徵”。Senft和Marwick還指出，微觀名人與更多與好萊塢明星相關的傳統名人形式不同，因為微觀名人的受歡迎程度通常與他/她的觀眾直接相關，觀眾期望獲得一定程度的真實性和透明度。“互聯網使群眾能夠從傳統媒體中奪取名聲，通過點擊鼠標創造微名人。”

## 外部連結
- "Internet Fame Is Cruel Mistress for a Dancer of the Numa Numa" （页面存档备份，存于） at The New York Times
- "The Flip Side of Internet Fame" （页面存档备份，存于） at Newsweek
- "Rise of an Internet Star - Parlaying YouTube Fame Into Big Business" at ReadWriteWeb
- "Internet Famous: Julia Allison and the Secrets of Self-Promotion" （页面存档备份，存于） at Wired
- "The new fame: Internet celebrity" （页面存档备份，存于） at CNN
- "The Microfame Game" （页面存档备份，存于） at "New York